# Buřňákovití
Buřňákovití (Procellariidae) je rozsáhlá čeleď středních i velkých mořských ptáků z řádu trubkonosých. Čeleď buřňákovitých je tvořena 13 až 14 recentními rody, všechny mají stejné české jméno buřňák.

## Výskyt

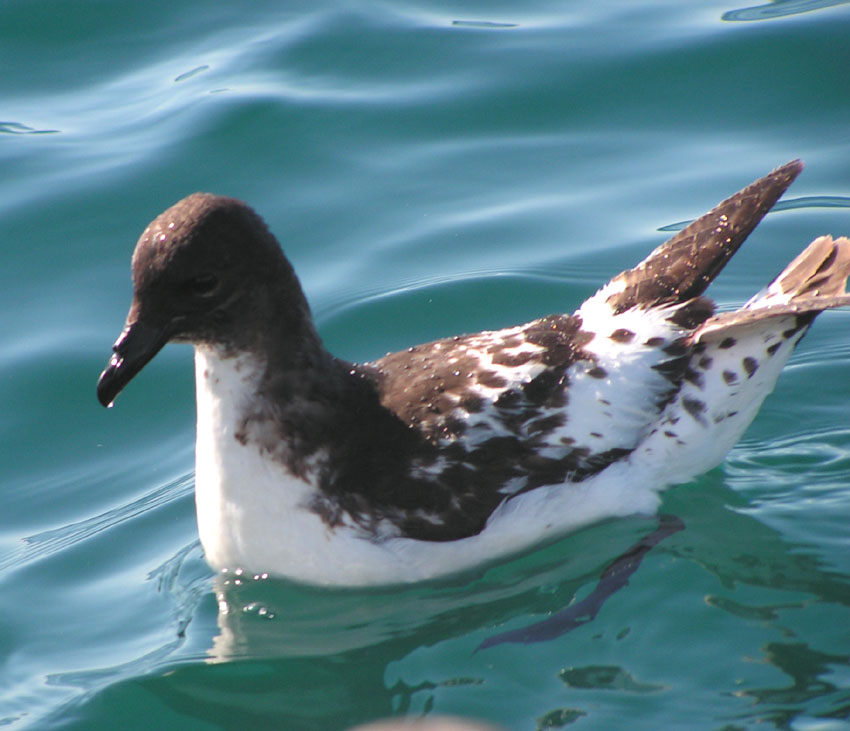
Buřňák černobílý (Daption capense)

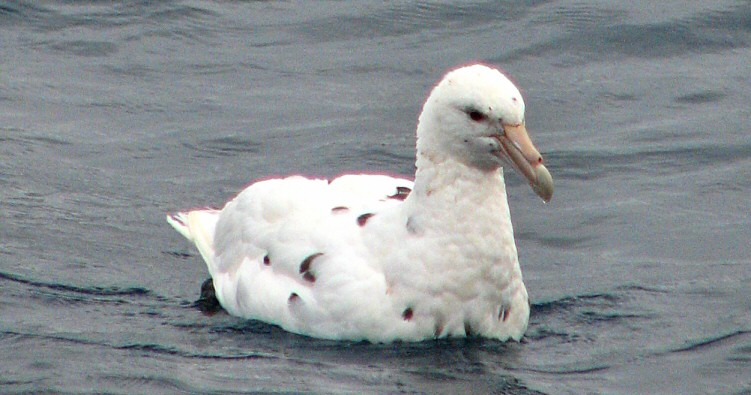
Buřňák obrovský

Lze bez nadsázky říci, že tato čeleď je rozšířena globálně. Ptáci žijí ve všech oceánech a téměř ve všech mořích, nejvíce v oblastech kde jsou vody bohaté na živočišnou potravu. Vyskytují se nejčastěji blíže k polárním oblastem než k rovníku, tam se nacházejí úživnější vody, převážně studené mořské proudy. Fosilie z období pliocénu dokládají, že zástupci této skupiny byli značně rozšíření již před dlouhou dobou.
Jsou to společenští ptáci, loví i hnízdí v hejnech. Stavějí si hnízda na tradičních místech v blízkosti potravních zdrojů, převážně na ostrovech a březích kontinentů poblíž Západního příhonu. Po vylíhnutí však mnohdy migrují i na druhou polovinu zeměkoule, kde loví až do návratu na svá hnízdiště. Ve vodách moří okolo Evropy jsou k vidění buřňák Bulwerův, buřňák kerguelenský, buřňák lední, buřňák menší, buřňák severní, buřňák šedý, buřňák temný a buřňák velký.

## Popis

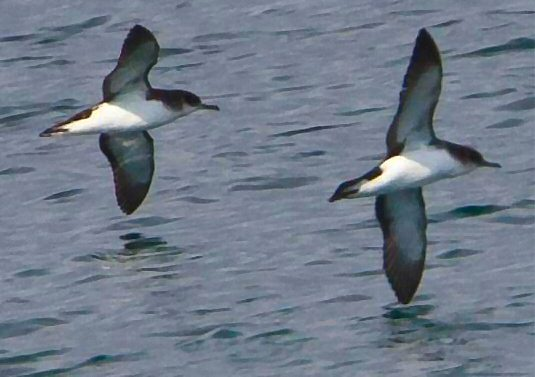
Dva buřňáci severní

Tito mořští ptáci tráví převážnou část svého života na moři a na pevnou zem se vracejí jen v období hnízdění a vyvedení mláďat. K tomu mají uzpůsobenou stavbu těla, dominantním rysem jsou jejich dlouhá a úzká křídla vhodná k dynamickému plachtění, při kterém ke stoupavému letu využívají nejen vzestupných teplých proudů, ale i vertikálního gradientu větru. Úzká křídla je ale nutí létat poměrně rychle. Jejich nohy, až na výjimky jako např. u buřňáka obrovského a buřňáka Hallova, nejsou vůbec vhodné k chůzi, jsou přizpůsobeny k plavání. Jsou slabé a posazené příliš vzadu, chůze se proto podobá spíše plížení po břiše za podpírání se křídly. Nohy mají tři přední prsty s plovací blánou. Na mořské hladině i spí.

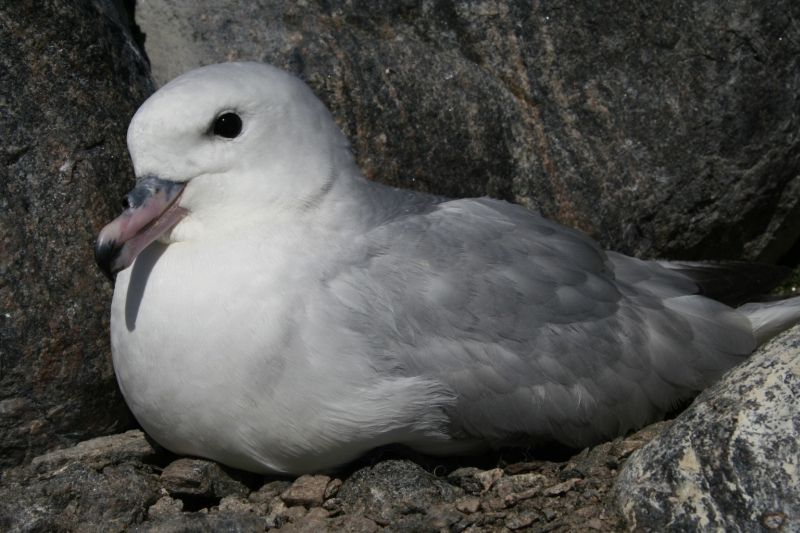
Buřňák jižní

Největší buřňáci dosahují váhy 5 až 8 kg a rozpětí jejich křídel je až 2 metry, jsou velcí od cca 23 do 65 cm. Samice bývají o poznání menší. Zobáky mají mohutné, delší horní čelist zobákovitě zahnutá nad kratší dolní zajišťuje spolehlivé uchopení i kluzké a zmítající se potravy. Některé menší druhy mají v zobáku obdobně jako velryby speciální lamely na filtrování vody při lovení krilu. Nad jedním nosním průduchem nacházejícím se u kořene horní čelisti zobáku je solná žláza, kterou vylučují z těla přebytečnou sůl obsaženou v mořské vodě spolykanou s potravou. Mají, na rozdíl většiny ptáků, dobrý čich a samozřejmě vynikající zrak, který jim umožňuje spatřit potravu i z velkých výšek. Barva jejich peří bývá kombinací bílé, černé a šedé, nemění se s roční dobou ani není rozdílná podle pohlaví.

## Stravování
Buřňáci se v drtivé většině živí mořskou živočišnou potravou, chytají drobnější, převážně pelagické ryby, chobotnice a korýše. Nejraději loví živočichy pohybující se po hladině nebo nízko pod ní, někteří se za kořistí potápí do hloubek v desítkách metrů, používají křídel jako ploutví. Jsou druhy, které nepohrdnou ani plovoucími mršinami savců, ptáků a ryb. Zaznamenány byly i případy ulovení tučňáka nebo jiného ptáka. Doprovázejí s oblibou rybářské lodě, kdy se živí vyhozenými zbytky rybích těl a snaží se ukrást ryby ze sítí. V období nedostatku větší potravy se živí i krilem. Loví také v noci, hlavně hlavonožce, kteří jsou aktivnější až za tmy. Buřňáci rodu Macronectes žerou jediní i na pevnině například mršiny nebo útočí na mláďata jiných ptáků.
Většina druhů shromažďuje v břichu olejnatou tekutinu skládající se z voskovitých esterů a mastných kyselin obsahující vitamíny A a D. Tuto nevábně páchnoucí tekutinu používají ke krmení mláďat, některé druhy ji plivají v případě ohrožení na útočníka.

## Rozmnožování

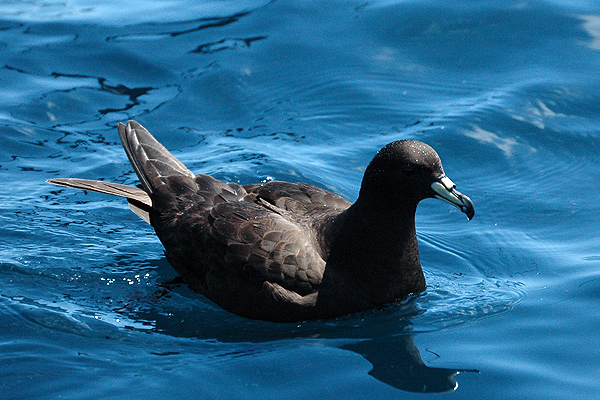
Buřňák Parkinsonův

Rozmnožování probíhá v koloniích výhradně na pevnině, kde si buřňáci stavějí hnízda. Kolonie se od sebe odlišují množstvím hnízdících ptáků, může jich být jen pár stovek nebo i milion. Ptáci se vracejí do svých tradičních teritorií, odkud pocházejí, do míst, kde dříve nebývali žádní suchozemští dravci. Svá hnízda si budují rozdílně, např. ti větší z rodů Fulmarus, Daption, Macronectes, Pagodroma a Thalassoica si stavějí hnízda na skalních římsách, někdy také v místech, kde se necítí ohrožení, vybudují otevřené hnízdo přímo na zemi. Menší buřňáci z rodů Aphrodroma, Bulwer, Calonectris, Halobaena, Pachyptila, Procellaria, Pseudobulweria a Puffinus (tzv. noční buřňáci) hnízdí skrytě, vyhrabují si nory v travnatém porostu, v suchých rašeliništích nebo přímo v zemi. Nočními buřňáky se nazývají proto, že si hnízda budují a vracejí se do nich z moře s potravou až v noci, kdy je menší nebezpečí napadení dravcem. Po příletu na hnízdiště začnou hlasité krákavé námluvy spojené s rituálními zásnubními tanci a následným stavěním hnízd. Protože tohle vše u nočních buřňáků probíhá v noci a při počtech až několika desítek tisíc na jednom vyhlédnutém okrsku, z lidského pohledu to působí nepopsatelným chaosem. Vlastní hnízdo v noře je velice primitivní, mnohdy ho naznačuje jen pár kamínků.
Po spáření samice snese jedno poměrně veliké vejce, jestliže se toto rozbije, druhé už tuto sezonu nesnese. Při sezení na vejci se oba rodiče po jednom nebo dvou dnech střídají. Zárodky ve vejcích jsou velice odolné proti chladu, nevadí jim ani několikadenní přerušení sezení. Inkubace trvá v závislosti na druhu od 42 po 56 dnů; čím větší pták, tím veškerý vývoj probíhá déle. Po vylíhnutí musí asi týden až tři některý z rodičů ptáče zahřívat, během této doby je krmeno tekutinou z žaludků dospělých. Až později mu rodiče přinášejí ve voleti natrávenou potravu. Je krmeno až do doby plného opeření, což trvá asi 84 až 140 dnů, pak ho rodiče najednou opustí a odletí. Mládě, které je v tu dobu těžší než vyhladovělí rodiče, opouští noru a samo se učí plavat, potápět a létat, tehdy je predátory nejzranitelnější. Pak mladý pták odletí na moře veden jen instinkty a učí se sám lovit. Schopnost rozmnožovat se získávají ve věku 7 až 8 let, přilétají ale na hnízdiště již několik roků předtím a nanečisto si zkoušejí svatební tance a vzájemná dvoření. Dožívají se v průměru 15 až 20 roků.

## Ohrožení
Mezi potenciálně největšího nepřítele buřňáků patří lidé. Ničí jejich hnízdiště introdukcí dravců, změnou fauny, sběrem jejich vajec či přímým lovem. Na ostrově Tristan da Cunha jsou ve velkém sbírána vejce buřňáka velkého a v Austrálii jsou pod názvem "tasmánská holoubata" prodáváni konzervováni buřňáci tenkozobí. Na Stewartově ostrově zase domorodí Maorové ve shodě s tradicemi uloví až 300 000 mláďat buřňáka temného. Nutno podotknout, že se jedná o nejpočetnější druhy, jejich počty se odhadují na desítky miliónů jedinců.
Buřňáci jsou také ohrožování v blízkosti rybářských lodí, které následují v očekávání potravy, neboť nevědomky loví rybky připravené jako nástraha a chytnou se na háček nebo se při potápění zapletou do rybářských sítí a utonou. Mnoho jich hyne také po požití plovoucích plastů nebo kvůli velkým ropným skvrnám. Mladí ptáci často při nočním lovu zabloudí do měst poblíž břehů a jsou zmateni světly pouličního osvětlení.
Za kritický ohrožené druhy ("CR") jsou považováni buřňák Macgillivrayův, buřňák maskarénský, buřňák šalamounský, buřňák taiko, buřňák tmavohřbetý a buřňák Townsendův; za ohrožené druhy ("EN") buřňák bělobřichý, buřňák černotemenný, buřňák hendersonský, buřňák Huttonův, buřňák chathamský, buřňák madeirský, buřňák Newellův, buřňák réunionský a buřňák tichomořský.

## Taxonomie
Taxonomie této čeledi je mimořádně složitá a je předmětem častých revizí a skýtá dobré výchozí podmínky pro polemiky nejpřednějších odborníků. Jsou v mnoha případech diskutabilní zatřídění do rodů, druhů i poddruhů. 
Níže je uveden seznam druhů podle IOC verze 12.2 (2022):
- Macronectes giganteus	(Gmelin, JF, 1789)	(buřňák obrovský)
- Macronectes halli	Mathews, 1912	(buřňák Hallův)
- Fulmarus glacialis	(Linnaeus, 1761)	(buřňák lední)
- Fulmarus glacialoides	(Smith, A, 1840)	(buřňák jižní)
- Thalassoica antarctica	(Gmelin, JF, 1789)	(buřňák antarktický)
- Daption capense	(Linnaeus, 1758)	(buřňák černobílý)
- Pagodroma nivea	(Forster, G, 1777)	(buřňák sněžní)
- Halobaena caerulea	(Gmelin, JF, 1789)	(buřňák modravý)
- Pachyptila vittata	(Forster, G, 1777)	(buřňák širokozobý)
- Pachyptila salvini	(Mathews, 1912)	(buřňák Salvinův)
- Pachyptila macgillivrayi	(Mathews, 1912)
- Pachyptila desolata	(Gmelin, JF, 1789)	(buřňák holubí)
- Pachyptila belcheri	(Mathews, 1912)	(buřňák útlozobý)
- Pachyptila turtur	(Kuhl, 1820)	(buřňák hrdliččí)
- Pachyptila crassirostris	(Mathews, 1912)	(buřňák tlustozobý)
- Aphrodroma brevirostris	(Lesson, R, 1831)	(buřňák krátkozobý)
- Pterodroma macroptera	(Smith, A, 1840)	(buřňák dlouhokřídlý)
- Pterodroma lessonii	(Garnot, 1826)	(buřňák bělohlavý)
- Pterodroma gouldi	(Hutton, FW, 1869)
- Pterodroma incerta	(Schlegel, 1863)	(buřňák bělobřichý)
- Pterodroma solandri	(Gould, 1844)	(buřňák hnědohlavý)
- Pterodroma magentae	(Giglioli & Salvadori, 1869)	(buřňák taiko)
- Pterodroma ultima	Murphy, 1949	(buřňák Murphyův)
- Pterodroma mollis	(Gould, 1844)	(buřňák hebký)
- Pterodroma madeira	Mathews, 1934	(buřňák madeirský)
- Pterodroma feae	(Salvadori, 1900)	(buřňák kapverdský)
- Pterodroma deserta	Mathews, 1934	(buřňák desertský)
- Pterodroma cahow	(Nichols & Mowbray, 1916)	(buřňák bermudský)
- Pterodroma hasitata	(Kuhl, 1820)	(buřňák černotemenný)
- Pterodroma caribbaea	Carte, 1866	(buřňák jamajský)
- Pterodroma externa	(Salvin, 1875)	(buřňák ostrovní)
- Pterodroma occulta	Imber & Tennyson, 2001	(buřňák vanuatský)
- Pterodroma neglecta	(Schlegel, 1863)	(buřňák proměnlivý)
- Pterodroma heraldica	(Salvin, 1888)	(buřňák polynéský)
- Pterodroma arminjoniana	(Giglioli & Salvadori, 1869)	(buřňák trindadský)
- Pterodroma atrata	(Mathews, 1912)	(buřňák hendersonský)
- Pterodroma alba	(Gmelin, JF, 1789)	(buřňák tichomořský)
- Pterodroma baraui	(Jouanin, 1964)	(buřňák réunionský)
- Pterodroma sandwichensis	(Ridgway, 1884)	(buřňák havajský)
- Pterodroma phaeopygia	(Salvin, 1876)	(buřňák tmavohřbetý)
- Pterodroma inexpectata	(Forster, JR, 1844)	(buřňák pruhokřídlý)
- Pterodroma cervicalis	(Salvin, 1891)	(buřňák bělokrký)
- Pterodroma nigripennis	(Rothschild, 1893)	(buřňák černokřídlý)
- Pterodroma axillaris	(Salvin, 1893)	(buřňák chathamský)
- Pterodroma hypoleuca	(Salvin, 1888)	(buřňák boninský)
- Pterodroma leucoptera	(Gould, 1844)	(buřňák černohlavý)
- Pterodroma brevipes	(Peale, 1849)	(buřňák límcový)
- Pterodroma cookii	(Gray, GR, 1843)	(buřňák Cookův)
- Pterodroma defilippiana	(Giglioli & Salvadori, 1869)	(buřňák fernandezský)
- Pterodroma longirostris	(Stejneger, 1893)	(buřňák Stejnegerův)
- Pterodroma pycrofti	Falla, 1933	(buřňák Pycroftův)
- Pseudobulweria aterrima	(Bonaparte, 1857)	(buřňák maskarénský)
- Pseudobulweria rupinarum	(Olson, 1975)
- Pseudobulweria rostrata	(Peale, 1849)	(buřňák tahitský)
- Pseudobulweria becki	(Murphy, 1928)	(buřňák šalomounský)
- Pseudobulweria macgillivrayi	(Gray, GR, 1860)
- Procellaria cinerea	Gmelin, JF, 1789	(buřňák zavalitý)
- Procellaria aequinoctialis	Linnaeus, 1758	(buřňák bělobradý)
- Procellaria conspicillata	Gould, 1844	(buřňák tristanský)
- Procellaria parkinsoni	Gray, GR, 1862	(buřňák Parkinsonův)
- Procellaria westlandica	Falla, 1946	(buřňák novozélandský)
- Calonectris leucomelas	(Temminck, 1836)	(buřňák světlečelý)
- Calonectris diomedea	(Scopoli, 1769)	(buřňák šedý)
- Calonectris borealis	(Cory, 1881)	(buřňák atlantský)
- Calonectris edwardsii	(Oustalet, 1883)	(buřňák Edwardsův)
- Ardenna pacifica	(Gmelin, JF, 1789)	(buřňák klínoocasý)
- Ardenna bulleri	(Salvin, 1888)	(buřňák šedohřbetý)
- Ardenna grisea	(Gmelin, JF, 1789)	(buřňák temný)
- Ardenna tenuirostris	(Temminck, 1836)	(buřňák tenkozobý)
- Ardenna creatopus	(Coues, 1864)	(buřňák růžovonohý)
- Ardenna carneipes	(Gould, 1844)	(buřňák světlenohý)
- Ardenna gravis	(O'Reilly, 1818)	(buřňák velký)
- Puffinus nativitatis	Streets, 1877	(buřňák tropický)
- Puffinus puffinus	(Brünnich, 1764)	(buřňák severní)
- Puffinus yelkouan	(Acerbi, 1827)	(buřňák středomořský)
- Puffinus mauretanicus	Lowe, 1921	(buřňák baleárský)
- Puffinus bryani	Pyle, Welch & Fleischer, RC, 2011
- Puffinus opisthomelas	Coues, 1864	(buřňák kalifornský)
- Puffinus auricularis	Townsend, CH, 1890	(buřňák Townsendův)
- Puffinus newelli	Henshaw, 1900	(buřňák Newellův)
- Puffinus myrtae	Bourne, 1959
- Puffinus gavia	(Forster, JR, 1844)	(buřňák třepetavý)
- Puffinus huttoni	Mathews, 1912	(buřňák Huttonův)
- Puffinus lherminieri	Lesson, R, 1839	(buřňák Audubonův)
- Puffinus persicus	Hume, 1872	(buřňák ománský)
- Puffinus bailloni	Bonaparte, 1857	(buřňák indopacifický)
- Puffinus subalaris	Ridgway, 1897
- Puffinus bannermani	Mathews & Iredale, 1915
- Puffinus heinrothi	Reichenow, 1919	(buřňák Heinrothův)
- Puffinus assimilis	Gould, 1838	(buřňák menší)
- Puffinus elegans	Giglioli & Salvadori, 1869	(buřňák subantarktický)
- Puffinus baroli	(Bonaparte, 1857)	(buřňák makaronéský)
- Puffinus boydi	Mathews, 1912	(buřňák Boydův)
- Pelecanoides garnotii	(Lesson, R & Garnot, 1828)	(buřník peruánský)
- Pelecanoides magellani	(Mathews, 1912)	(buřník magellanský)
- Pelecanoides georgicus	Murphy & Harper, 1916	(buřník georgijský)
- Pelecanoides whenuahouensis	Fischer et al., 2018
- Pelecanoides urinatrix	(Gmelin, JF, 1789)	(buřník obecný)
- Bulweria bulwerii	(Jardine & Selby, 1828)	(buřňák Bulwerův)
- Bulweria bifax	Olson, 1975
- Bulweria fallax	Jouanin, 1955	(buřňák arabský)